# FC Igea Virtus Barcellona
FC Igea Virtus Barcellona is een Italiaanse voetbalclub uit Barcellona Pozzo di Gotto die speelt in de Serie C2/C. De club werd opgericht in 1964 als Associazione Sportiva Nueva Igea. In 1993 veranderde de club haar naam in de huidige. De clubkleuren zijn geel en rood.

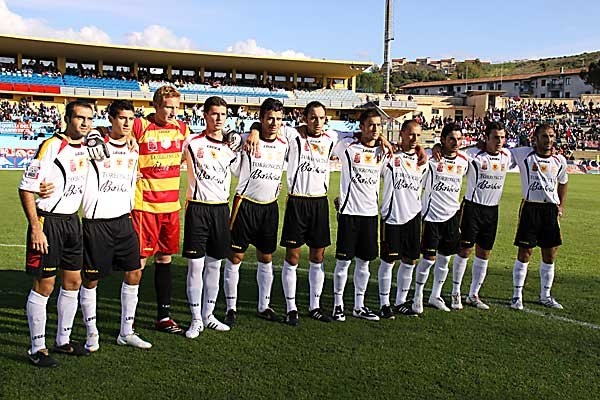
Team van 2008